# Sozialversicherungsgericht des Kantons Zürich
Das Sozialversicherungsgericht ist eines der drei obersten kantonalen Gerichte des Kantons Zürich. Es beurteilt Beschwerden und Klagen aus dem Bereich des Sozialversicherungsrechts.
Aus Gründen der Dezentralisierung hat das Sozialversicherungsgericht seinen Sitz in Winterthur.

## Geschichte
Bis zur Schaffung des Sozialversicherungsgerichts waren im Kanton Zürich fünf verschiedene Rechtspflegeinstitutionen mit der Rechtsprechung in den einzelnen sozialversicherungsrechtlichen Bereichen befasst. Aus diesem Grund reichte 1985 der Kantonsrat Hermann Weigold eine Motion betreffend der Schaffung eines einheitlichen Sozialversicherungsgerichts ein. Gegen den Willen des Regierungsrates sowie der kantonalen Gerichte und betroffenen Rechtspflegeorgane beschloss der Kantonsrat der Motion Folge zu geben. Das Gesetz wurde schliesslich 1994 mit 98 gegen 53 vom Kantonsrat verabschiedet. In der Volksabstimmung wurde es mit einem Ja-Stimmen Anteil von 55,6 % angenommen. Der Gerichtsbetrieb wurde am 3. Januar 1995 an der Lagerhausstrasse in Winterthur aufgenommen.

## Bestand
Die Mitglieder sowie die Hälfte der Ersatzmitglieder des Sozialversicherungsgerichts werden vom Kantonsrat gewählt. Die weiteren Ersatzrichter werden vom Sozialversicherungsgericht gewählt. Die Amtszeit beträgt sechs Jahre. Das Gericht besteht aus neun Mitgliedern (bzw. die entsprechende Anzahl Richter auf 900 Stellenprozent) und 6 Ersatzmitgliedern.
Die Mitglieder des Obergerichts sind in der kantonalen Lohnstufe 27 eingeteilt und beziehen einen Lohn zwischen 211'700 CHF und 241'467 CHF.
Das Sozialversicherungsgericht ist in fünf Kammern organisiert. Ihm ist das paritätisch zusammengesetzte Schiedsgericht angegliedert.

## Zuständigkeiten
Das Sozialversicherungsgericht beurteilt Beschwerden aus dem Gebiet des Sozialversicherungsrechts, soweit hierfür das Bundesrecht eine einzige kantonale Instanz vorsieht. Auch für weitere bundes- und kantonalrechtliche Streitigkeiten ist das Sozialversicherungsgericht zuständig.
Verschiedene Streitigkeiten zwischen Kranken-, Unfall-, Invaliden- und Militärversicherung und den jeweiligen Leistungserbringern entscheidet das Schiedsgericht.